# Les câbleries et corderies de Dour
Les câbleries et corderies de Dour, fondées par Jean-Baptiste Harmegnies, sont spécialisées dans la fabrication de câbles pour exploitations charbonnières, situées dans le Hainaut en Belgique, sous le nom de « Cordiers de Dour » à l'époque, font leur apparition en 1810. Actuellement fermées et ce depuis 1992 en raison des prix élevés des matériaux dû au second choc pétrolier, l’activité reste étiquetée comme fleuron régional.

## Aperçu historique

### DuXVeauXVIIIesiècle
Au milieu du XVe siècle, des cordiers spécialisés dans la fabrication de câbles pour exploitation charbonnière font leur apparition. Les cordiers utilisent le chanvre récoltés par des petites mains dans les régions de Thulin et Hensies. Ces artisans atteignent le nombre de 4 vers 1796 et passent à 8 en 1799. L'activité est donc en évolution dans la province probablement grâce à la reprise économique à la suite des révolutions consécutives de la fin du XVIIIe siècle.

### XIXesiècle
Au début du XIXe siècle, Dour possède 2 corderies qui utilisent le chanvre et le goudron comme matières premières. L'une d'entre elles appartient à un dénommé Alexandre Defrise qui est actionnaire dans plusieurs charbonnages de Dour. La seconde appartient à Jean-Philippe Bureau. Celle-ci prend une importance en 1820 et obtient sa première "mécanique" destinée à la réalisation de cordes plates.
En 1810, un dénommé Jean Baptiste Harmegnies voit "naître" sa corderie à la rue neuve, actuelle rue du temple, à Dour.
En 1829, la firme occupe 4 ouvriers et commence à prendre de l'ampleur au niveau économique.
En 1830, l'entreprise va être signalée dans les recensements industriels. Malgré le nombre peu important d'ouvriers l'entreprise n'en reste pas moins notable. Vers le milieu du XIXe siècle, on dénombre dans le Hainaut 93 corderies qui rassemblent 168 ouvriers soit moins de 2 ouvriers par entreprise. L'affaire de Jean-Baptiste Harmegnies possède donc un nombre d'ouvriers assez important compte tenu des autres entreprises. En revanche ce recensement ne signifie pas que la fabrique est devenue industrie. Celle-ci reste un travail artisanal et le bâtiment est d'ailleurs renseigné au cadastre comme simple "bâtiment rural".
En 1842, l'entreprise passe dans les mains de Jean-François Harmegnies qui succède à son père. C'est à cette date précise que l'affaire va faire un pas de géant en avant. Jean-François Harmegnies est un jeune homme doué de réelles aptitudes industrielle et commerciales. Celui-ci est plein d'ambitions.
Ainsi en 1854, le minuscule atelier est remplacé par une "fabrique de cordes" où va être installée la première machine à vapeur. Le bâtiment s'agrandit et la production peut enfin augmenter.
Entre 1859 et 1861, esprit ingénieux, Jean-François Harmegnies va déposer plusieurs brevets. Il intensifie la production de câbles de mine et fait acquisition d'un outillage mécanique moderne, utilise des procédés perfectionnés et de matériaux nouveaux. Cet homme est donc d'un grand génie et a permis le développement logique de l'entreprise dans le marché international.
En 1868, Jean-François Harmegnies va agrandir son entreprise mais, pris d'une insatiable envie de conquérir le marché mondial, il se sent trop à l'étroit et va acheter un nouveau terrain et transférer son matériel vers celui-ci, situé rue du temple, à côté de la fabrique actuelle.
En 1879, L'Allemagne, La France et les Pays-Bas commandent des fournitures malgré les mises en place de législation et les nouvelles mesures protectionnistes. Jean-François Harmegnies a acquis une impressionnante réputation. C'est la renommée de sa corderie, la plus importante en son genre en Belgique, qui a permis de dépasser les frontières.
En 1882, Jean-François Harmegnies crée la société "André Harmegnies et frères" pour lui-même et ses enfants. À partir de ce moment la société est gérée par le fils de celui-ci, André Harmegnies.
Vers la fin du XIXe siècle, L'entreprise a sous la main pas moins de 42 ouvriers dont les 3/4 sont des jeunes de moins 21 ans. La société est dès lors capable de produire tout type de cordes en chanvre, en aloès de Manille, des fils de fer, d'acier fondu, de cuivre ou de bronze phosphoreux. L'entreprise s'est aussi spécialisée dans la fabrication de câbles plats et ronds pour les charbonnages, carrières et usines ainsi que de cordes pour paratonnerre et de courroies rondes et plates.

### XXesiècle
En 1906, la société commandite est dissoute. La famille Harmegnies décide de la convertir en une société anonyme, la Société anonyme des corderies Harmegnies de Dour. Fondée le 25 février de cette même année, cela n'en reste pas moins une affaire familiale.
Début du XXe siècle, l'entreprise occupe 2 employés et 50 ouvriers
En 1917, pendant l'occupation allemande, l'entreprise qui est importante pour l'économie de guerre, est autorisée par la Bergverwaltung a poursuivre la production de câbles pour le charbonnage.
En 1921, avec la guerre survenue quelques années auparavant, vient une ingénieuse à André Harmegnies. Il songe à produire des câbles armés pour instaurer une image plus sécurisante aux mineurs qui descendent dans les puits. Il commande dès lors de nouveaux moteurs électriques et augmente la production avec une qualité toujours aussi appréciée.
En janvier 1922, l'entreprise fusionne avec la S.A Saint-Gilles-Lez-Bruxelles "Les conducteurs électriques" et entame le développement par la création d'une division réalisant des câbles électrique au sein de la firme, une première. Dorènavant l'entreprise porte le nom de « S.A de câbleries et corderies du Hainaut ».
En juillet 1922, l'entreprise va entreprendre de nouveaux travaux et créer des ateliers et ce dans l'optique d'augmenter la production.
En 1930, la société change de président-directeur général : André Harmegnies, après une très belle carrière et un statut important dans Dour, laisse la société entre les mains de Jacques Harmegnies.
Lors de l'occupation allemande pendant la seconde guerre mondiale, l'entreprise est affaiblie. le nombre d'employés diminue. L'entreprise toujours considérée comme importante pour l'économie de guerre va quand même travailler d'arrache pied.
Après la seconde guerre mondiale, l'entreprise s'adapte aux nouvelles techniques utilisées dans la thermoplastiques et entreprend les processus de production.
Vers 1970, l'entreprise connait une perte d'employés dus à des causes naturelles et ceux-ci ne seront pas remplacés.
En 1976, le personnel passe de 936 à 820.
En 1977, "la société anonyme des câbleries et corderies du Hainaut" fusionne avec la "S.A câbleries et tréfileries associés" et garde le nom de "S.A des câbleries et corderies du Hainaut". Son capital atteint les 40 millions de francs belges. Ses services commerciaux et administratif sont centralisés à Dour.
En 1979, André-Jean Lavenne, qui est président honoraire, abandonne son mandat le 27 mars de cette année.
Après avoir encaissé le second choc pétrolier, la conjoncture se détériore. Les matières plastiques deviennent inabordables et cela influence défavorablement la valeur des ventes. l'entreprise licencie beaucoup d'employés.
En 1989, la presse annonce un O.P.A de l'entreprise "S.A des câbleries et corderies du Hainaut".

En 1992, les bâtiments sont inoccupés et commencent à se détériorer. Une des parties du site est abattue et cela signe la fin de l'entreprise,,,.

Panorama depuis le centre du site

## L'influence des câbleries sur Dour

### Jean-François Harmegnies
L'industriel est appelé à jouer un rôle politique dans la localité ; il est élu conseiller communal et est désigné comme échevin. Il est soucieux du sort de la classe ouvrière.
En 1867, il fonde à Dour une succursale de la Caisse générale d'épargne de retraite.

### André Harmegnies
Comme son père Jean-François Harmegnies, il devient l'une des personnalités les plus en vue à Dour. Il se présente aux élections communales du 16 octobre 1887. Il sera nommé conseiller communal le 25 janvier suivant.
Le 25 mars 1891, il sera désigné échevin des travaux publics.
Le 4 janvier 1901, il sera élu bourgmestre. C'est sous son impulsion qu'un réseau d'égouts et une distribution d'eau potable sont réalisés. Dour devient ainsi la localité modèle de toute la région.

## Vestiges

### La valeuse

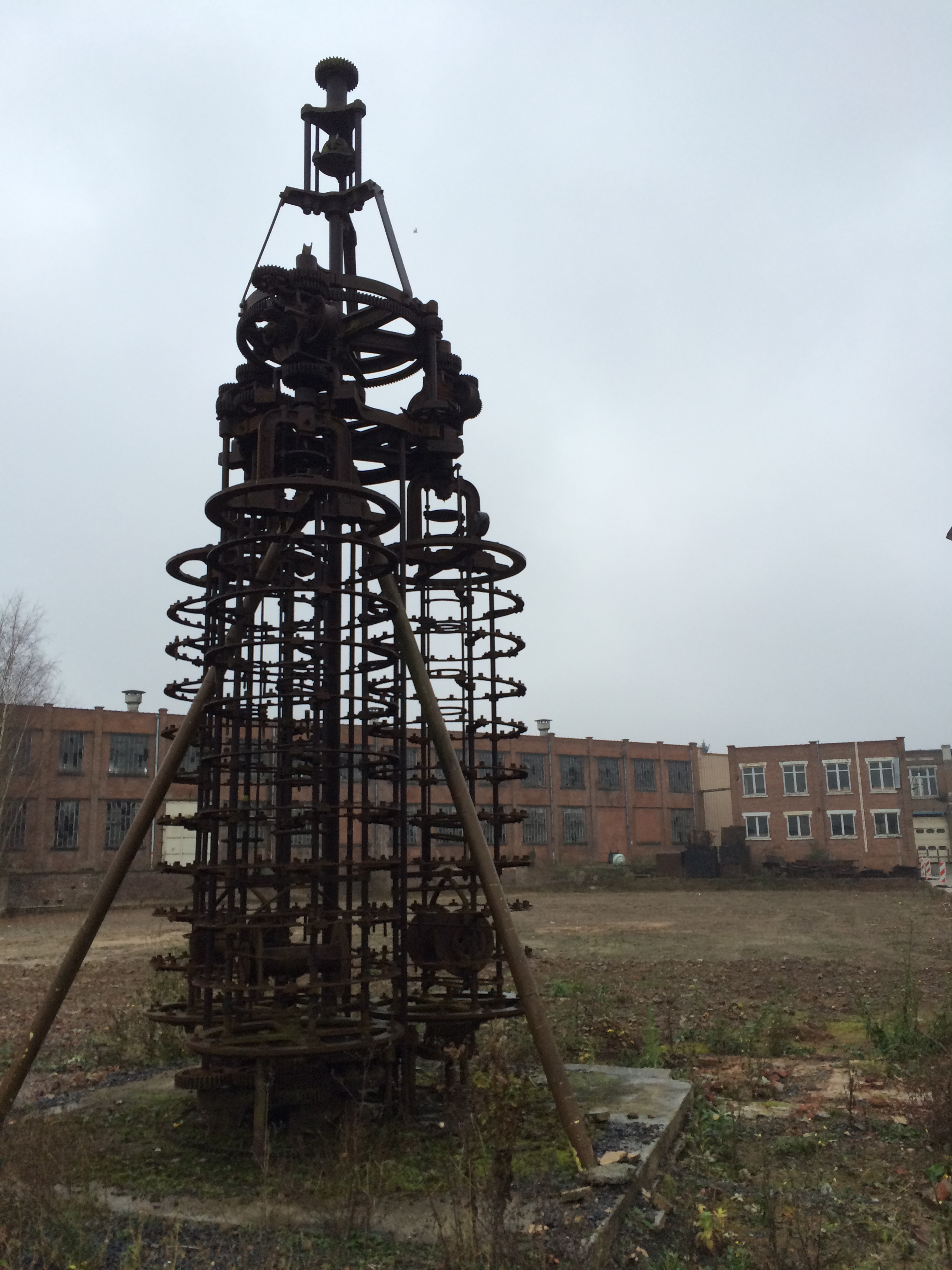
La valeuse - 02/12/2014

Certainement l'un des vestiges les plus frappants, la valeuse se situe en face de la rue du Roi Albert 1er, à côté du temple protestant, face à l'implantation primaire de la Sainte Union, à côté de l'entrée pour camion. Construite en 1935, cet outillage en fonte était une mécanique qui torsadait les cordes. Celle-ci fut sauvée de la destruction par des associations et a été préservée à son emplacement d'origine. Elle continue à témoigner d'une façon bien concrète l'une des premières activités industrielles locales.

### La cheminée

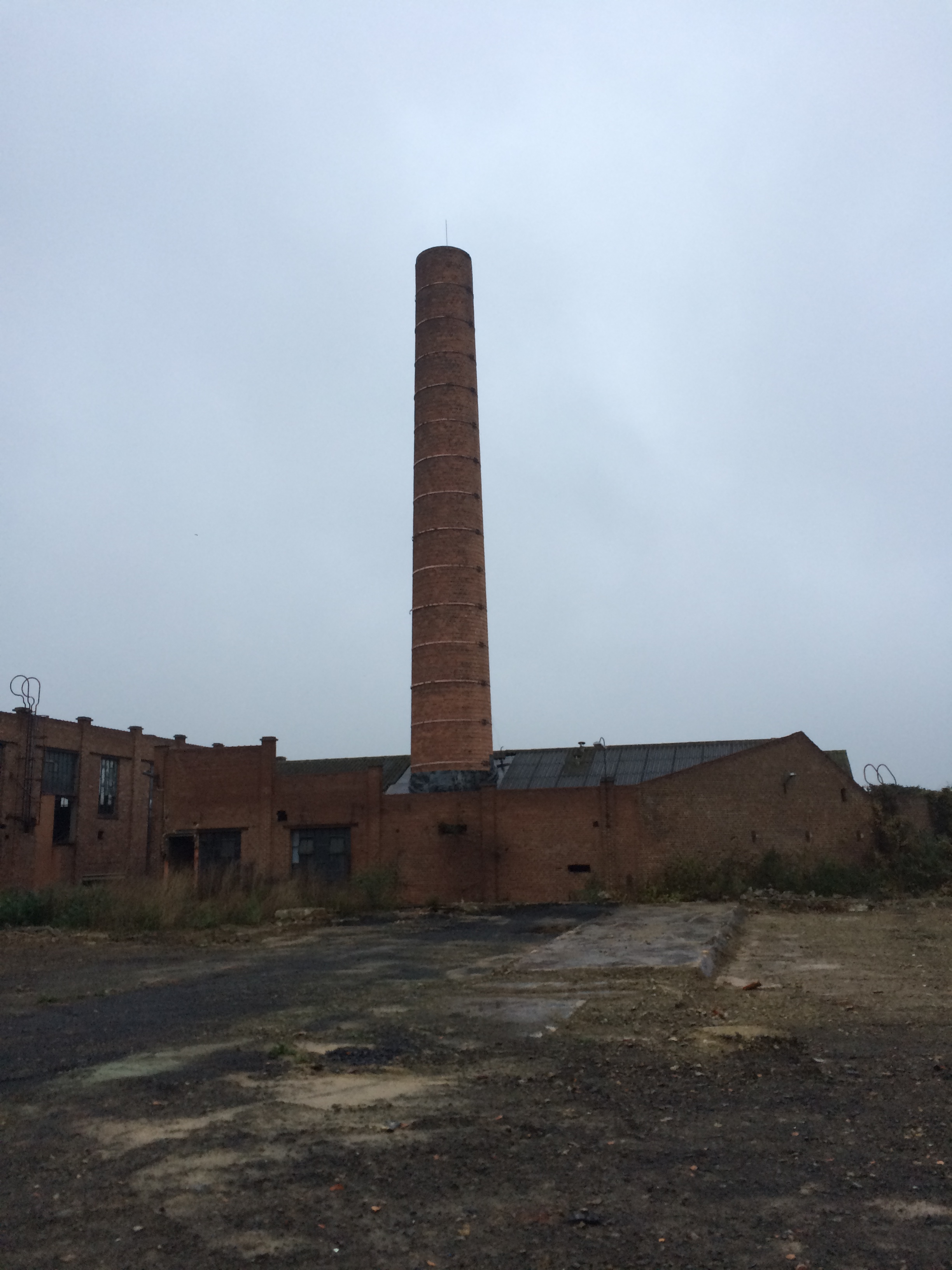
Cheminée vue depuis l'extérieur - 02/12/2014

Se situant au cœur de l'entreprise, celle-ci servait principalement à la fonte de thermoplastiques utilisés pour l'enrobage de câbles.

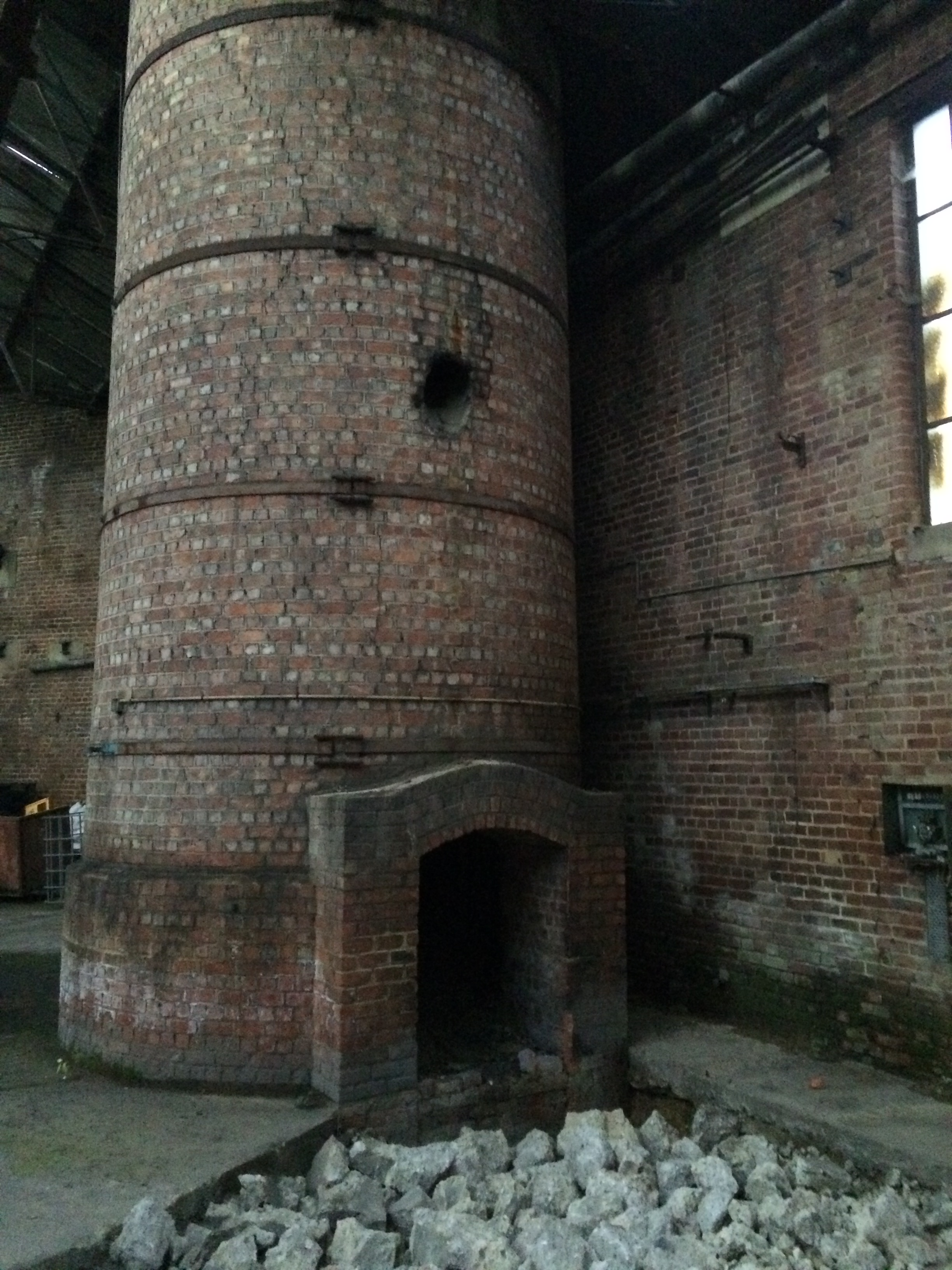
Cheminée vue depuis l'intérieur - 02/12/2014

### Les bureaux
Situés à côté de la rue fleurichamps, les bureaux servaient notamment à la gestion de l'économie de l'entreprise et de tout ce qui était administratif. Il n'en reste qu'un endroit qui est débarrassé de tout contenu et figé par le temps.

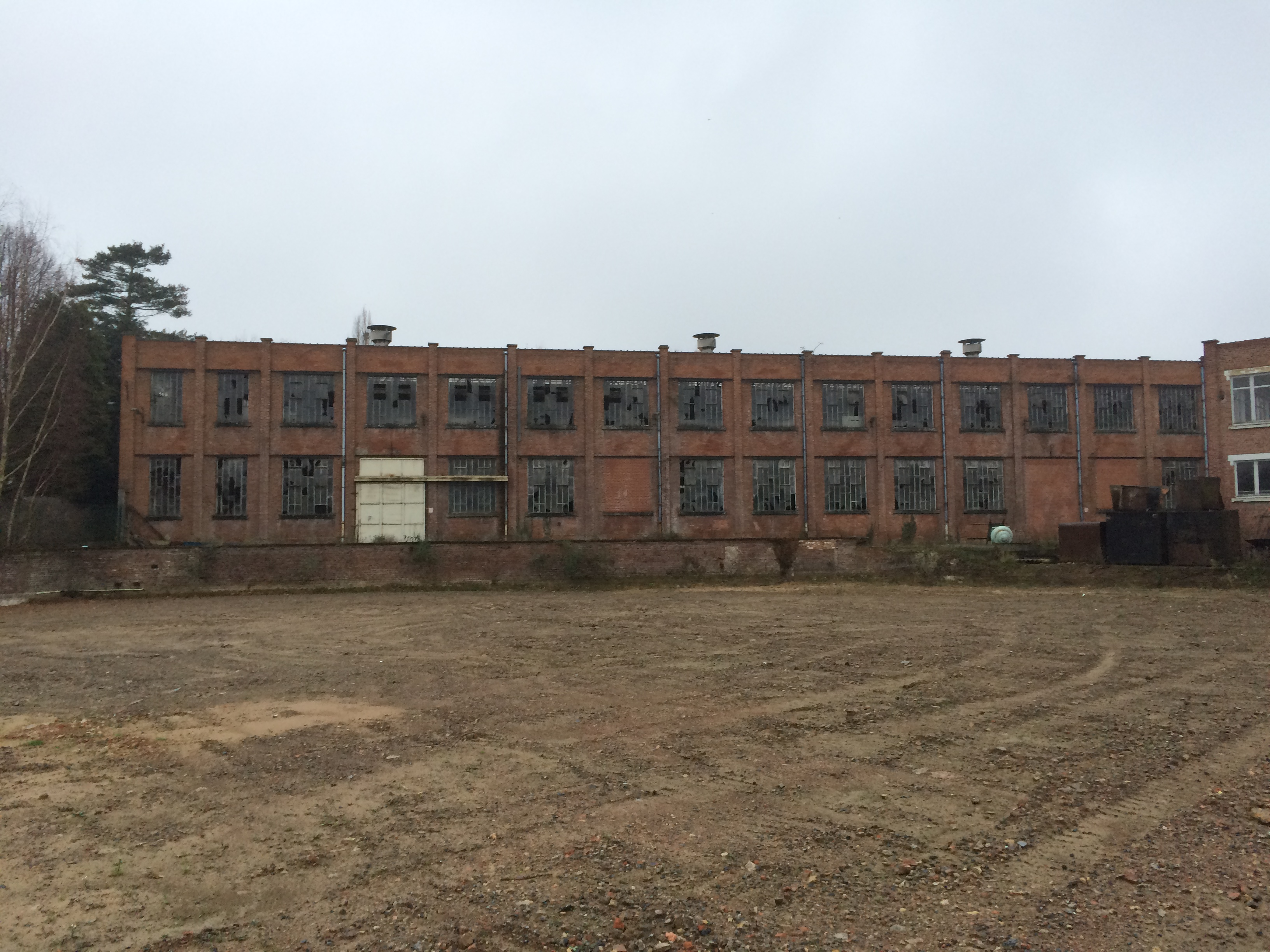
Bureaux S.A Câbleries et corderies du Hainaut vue depuis l'entrée arrière - 02/12/2014

## Les projets

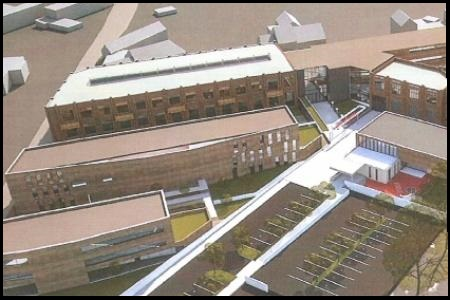
Projet des câbleries de Dour

Les câbleries de Dour, et ce depuis le 4 février 2014, ne sont plus en zone industrielle. Philippe Henry, ministre de l'aménagement, a donné son accord pour reclasser la zone en site à réaménager (SAR).
Le projet prévoit 65 appartements résidentiels, 15 appartements en immeuble, environ 15 commerces ainsi qu'une crèche et une garderie pour enfant,.
Le bourgmestre en titre, Carlo Di Antonio, a autorisé, depuis 2014, la présence de brocante dans le complexe.